# Андреевка (Славянская городская община)
Не следует путать с Андреевкой в том же районе Донецкой области.
Андре́евка (укр. Андріївка) — посёлок в Славянской городской общине Краматорского района Донецкой области Украины.

## Географическое положение
Расположена в 2 км южнее станции Славянск, между рекой Сухой Торец и Карачун-горой.

## История
Впервые Андреевка упомянута в 1784.
Пгт образован в 1938 году из хуторов Андреевки, Выковки, Ефановки, Мазановки, Сухановки и Хомичевки. До 1969 года включала в себя северную часть Ясногорки.
В январе 1989 года численность населения составляла 1335 человек.
По состоянию на 1 января 2013 года численность населения составляла 888 человек.
В ходе вооруженного конфликта на востоке Украины во время боев за Славянск в 2014 году посёлок сильно пострадал.